# Джейми Кълъм
Джейми Кълъм (на английски: Jamie Cullum) е английски джаз поп певец, също и автор на песни. Макар предимно вокалист и пианист, той си акомпанира с други инструменти като китара и барабани. През 2010 г. започва воденето на седмично джаз предаване по Би Би Си Радио 2, което се излъчва във вторниците от 7:00 вечерта.

## Биография
Бъдещият певец е роден в Рочфорд, графство Есекс. Израства в Хълавингтън, селище в графство Уилтшър
Неговата майка, Ивон, е секретарка от смесен английско-бурмански произход, чието семейство се мести в Северна Англия след независимостта на Бирма. Баща му, от своя страна, работи във финансовия сектор. Неговият дядо по бащина линия е офицер в Британската армия, а баба му по бащина линия е еврейска бежанка от Прусия, която пее в берлински нощни клубове.